# Philodryas trilineata
Philodryas trilineata är en ormart som beskrevs av Hermann Burmeister 1861. Philodryas trilineata ingår i släktet Philodryas och familjen snokar. Inga underarter finns listade i Catalogue of Life.
Denna orm förekommer öster om Anderna i norra och västra Argentina. Habitatet utgörs av gräsmarker och buskskogar. Arten äter ödlor, små däggdjur och små fåglar. Honor lägger ägg.
För beståndet är inga hot kända. Hela populationen anses vara stabil. IUCN listar arten som livskraftig (LC).